# Music Inspired by the Life and Times of Scrooge
Music Inspired by the Life and Times of Scrooge це перший соло альбом відомого автора пісень і музиканта з Фінляндії Туомаса Холопайнена, відомий своєю участю в гурті симфонічного металу Nightwish. Він присвячений графічній новелі Життя та пригоди Скруджа МакДака, автором якої є художник-мультиплікатор Дон Роза, який зобразив персонажа коміксів студії Діснея Скруджа МакДака по мотивам історій Карла Баркса. Роза також створив обкладинку альбому Перший сингл, "A Lifetime of Adventure" вийшов 5 лютого 2014 разом із відео кліпом, режисером якого був Ville Lipiäinen.

## Список пісень
Автор музики і слів Туомас Холопайнен. 
| #     | Назва                          | Тривалість |
| ----- | ------------------------------ | ---------- |
| 1.    | «Glasgow 1877»                 | 6:27       |
| 2.    | «Into the West»                | 5:01       |
| 3.    | «Duel & Cloudscapes»           | 4:50       |
| 4.    | «Dreamtime»                    | 4:47       |
| 5.    | «Cold Heart of the Klondike»   | 6:52       |
| 6.    | «The Last Sled»                | 5:40       |
| 7.    | «Goodbye, Papa»                | 6:27       |
| 8.    | «To Be Rich»                   | 3:22       |
| 9.    | «A Lifetime of Adventure»      | 6:13       |
| 10.   | «Go Slowly Now, Sands of Time» | 4:36       |
| 54:05 |                                |            |